# Thinophilus quadrimaculatus
Thinophilus quadrimaculatus är en tvåvingeart som beskrevs av Becker 1902. Thinophilus quadrimaculatus ingår i släktet Thinophilus och familjen styltflugor. Inga underarter finns listade i Catalogue of Life.